# 新潟県道・長野県道95号上越飯山線
新潟県道・長野県道95号上越飯山線（にいがたけんどう・ながのけんどう95ごう じょうえついいやません）は、新潟県上越市から長野県飯山市に至る主要地方道（新潟県道・長野県道）である。

## 概要
新潟県上越市から市内板倉区を通り、光ヶ原高原・鍋倉高原などの景勝地を経由して、長野県飯山市を結ぶ主要地方道。
沿線には光ヶ原牧場（グリーンビレッジ）・光ヶ原高原キャンプ場・大神楽展望台・戸狩温泉・戸狩温泉スキー場など、観光施設等が点在する。県境付近は天候が良ければ、遠く佐渡島や能登半島を望める絶景ポイント。
なお、新潟・長野両県境の関田峠（標高1,100m）付近は冬季閉鎖となる（迂回路は国道292号線飯山街道）。

### 路線データ
- 起点：新潟県上越市大字島田字諏訪田（島田交差点、国道18号・新潟県道85号上越高田インター線交点）
- 終点：長野県飯山市大字飯山（黄金石入口交差点、国道117号交点）
- 延長：42.4km[要出典]

## 歴史
県道上越飯山線の途中にある県境・関田峠越えの道は、戦国時代に上杉謙信が信州へ進軍の際に通ったとされ、江戸時代には信濃・越後交流の重要な交通路ともなった。

### 年表
- 1959年（昭和34年）8月1日 - 高田飯山線の認定。[要出典]
- 1976年（昭和51年）
  - 4月1日 - 建設省（現・国土交通省）が上越飯山線を主要地方道へ指定[2]。
  - 10月14日 - 長野県が県道41号上越飯山線を認定[要出典]。
  - 11月1日 - 新潟県が県道862号上越飯山線を認定[要出典]。
- 1993年（平成5年）5月11日 - 建設省から、県道上越飯山線が上越飯山線として主要地方道に再指定される[3]。
- 1994年（平成6年）4月1日 - 整理番号を両県間で95へ統一。

## 路線状況
関田峠付近は、新潟県側を除いてセンターラインがない曲がりくねった山岳道路で、舗装林道のような様相をしている。関田峠は豪雪地帯のため、例年11月上旬から5月下旬までの期間は、冬季閉鎖により通行することができない。

### 重複区間
- 新潟県道30号新井柿崎線（上越市板倉区針付近・針交差点間）

## 地理
関田峠越えの道は木々の緑が山深いところを通っているが、山頂付近は下界を眺められる視界が開けた区間が長い。特に、新潟県側から妙高市や上越市の市街地、日本海を見下ろす眺望に優れている。

### 通過する自治体
- 新潟県
  - 上越市
- 長野県
  - 飯山市

### 交差する道路

#### 上越市
- 国道18号（上新バイパス）（島田交差点）
- 新潟県道85号上越高田インター線（島田交差点）
- 新潟県道186号板倉直江津線（板倉区田井地内）
- 新潟県道30号新井柿崎線 新柿線（板倉区針地内 - 針交差点）
- 新潟県道184号三和新井線（板倉区曽根田地内・曽根田交差点）

#### 飯山市
- 長野県道116号上境温井線（一山地内）
- 長野県道409号曽根藤ノ木線（常郷地内）
- 長野県道408号箕作飯山線（照里地内）
- 長野県道411号飯山新井線・長野県道417号信濃平停車場線（常盤地内・下水沢交差点）
- 長野県道419号関沢小沼線（常盤地内）
- 国道117号 小沼湯滝バイパス（黄金石入口交差点）

### 沿線の施設など
- 関川
- 上越市板倉区総合事務所
- 光ヶ原高原
  - 光ヶ原牧場
  - 光ヶ原高原キャンプ場
- 戸狩温泉スキー場
- 戸狩野沢温泉駅
- 信濃平駅
- 千曲川